# Break Free (televisieprogramma)
Break Free is een Nederlandstalig programma, met Chris Zegers als presentator. In het programma worden verhalen verteld over jongeren die zijn omgekomen tijdens hun droomreis.
In elke aflevering wordt eerst verteld hoe de jongere tot het idee is gekomen om de reis te maken en wat zijn/haar doel is. Tijdens de aflevering maken kennissen en familie de reis opnieuw om zo het overlijden van de hoofdpersoon definitief te kunnen afsluiten. Het televisieprogramma is ontstaan na een idee van de documentairemaker Geertjan Lassche. Hij reisde met dierbare nabestaanden naar de plek waar de betrokkene jongere zijn leven vierde: "Met direct betrokkenen maken we hun laatste reis nog een keer. Als herinnering en als eerbetoon."

## Afleveringen

### Seizoen 1
| Afl. | Hoofdpersoon                                      | Reisbestemming | Oorzaak van overlijden                                                    |
| ---- | ------------------------------------------------- | -------------- | ------------------------------------------------------------------------- |
| 1    | Laurens Higler (26) (Zeezeiler)                   | Puerto Rico    | Aanrijding met fatale gevolgen door een dronken automobilist in Guayama   |
| 2    | Lisanne Froon (22) (Vrijwilligster voor kinderen) | Panama         | Om onduidelijke reden omgekomen in Panamese jungle samen met een vriendin |
| 3    | Ken Boogers (25) (Backpacker)                     | Nieuw-Zeeland  | Omgekomen na val van klif bij Golden Bay                                  |
| 4    | Danaë Moons (29) (Kunstenares)                    | Indonesië      | Verdwenen na een bootongeluk in de rivier Mahakam op Kalimantan           |
| 5    | Martijn Seuren (32) (Bergbeklimmer)               | Italië         | Omgekomen na val in een gletsjerspleet in het Mont Blancmassief           |

### Seizoen 2
| Afl. | Hoofdpersoon                         | Reisbestemming | Oorzaak van overlijden                                                                                         |
| ---- | ------------------------------------ | -------------- | --- |
| 1    | Rianne Brouwer (18) (Backpacker)     | Laos           | Dood aangetroffen met haar vriend in een hutje in de binnenlanden van Laos                                     |
| 2    | Christiaan Wilson (35) (Avonturier)  | Nepal          | Raakt tijdens zijn reis vermist in de Himalaya                                                                 |
| 3    | Daan van Rhijn (22) (Backpacker)     | Maleisië       | Krijgt de ziekte van Weil op reis van Laos naar een tropisch eiland in Maleisië en overlijdt in het ziekenhuis |
| 4    | Kitty Allebes (27) (Backpacker)      | Australië      | Heeft diabetes en komt op oudejaarsavond in Sydney in een hypo terecht en overlijdt in haar slaap              |
| 5    | Coen van Rosmalen (24) (Snowboarder) | Nieuw-Zeeland  | Overreden door een taxi na op de weg te zijn aangetroffen in Wanaka                                            |
| 6    | Stijn Poncin (20) (Stagiair)         | Bonaire        | Auto-ongeluk met dodelijke afloop in Kralendijk                                                                |

### Seizoen 3
| Afl. | Hoofdpersoon                                      | Reisbestemming   | Oorzaak van overlijden                                                                   |
| ---- | ------------------------------------------------- | ---------------- | ---------------------------------------------------------------------------------------- |
| 1    | Niels van der Ploeg (23) (Avonturier en kapitein) | Frankrijk        | Verdrinkt samen met een collega na een bootongeluk in de haven van Port Grimaud          |
| 2    | Jessica Wilford (32) (Hulpverleenster en arts)    | Nepal            | Komt om bij een helikopterongeluk zonder overlevenden in de Himalaya                     |
| 3    | Wendy Doesburg (20) (Backpacker en au pair)       | Australië        | Auto-ongeluk met dodelijke afloop voor twee van de vier inzittenden in West-Australië    |
| 4    | Nina Hoogers (22) (Backpacker)                    | Vietnam          | Overlijdt aan de gevolgen van een motorongeluk in Hội An                                 |
| 5    | Lucas Westenberg (19) (Leerlingpiloot)            | Verenigde Staten | Komt om bij een vliegtuigongeluk zonder overlevenden tijdens een examenvlucht in Arizona |

### Seizoen 4
| Afl. | Hoofdpersoon                                            | Reisbestemming | Oorzaak van overlijden                     |
| ---- | ------------------------------------------------------- | -------------- | ------------------------------------------ |
| 1    | Tallander Niewold (22) (Soldaat Eerste Klasse)          | Indonesië      | Een van de 298 inzittenden van vlucht MH17 |
| 2    | Sascha Meijer (24) (Studente Journalistiek)             | Indonesië      | Een van de 298 inzittenden van vlucht MH17 |
| 3    | Paul Goes (33) (Manager)                                | Maleisië       | Een van de 298 inzittenden van vlucht MH17 |
| 4    | Darryl Gunawan (19) (DJ/Producer en Student Medicijnen) | Filipijnen     | Een van de 298 inzittenden van vlucht MH17 |
| 5    | Laurens van der Graaff (30) (Leraar Nederlands)         | Indonesië      | Een van de 298 inzittenden van vlucht MH17 |

### Seizoen 5
| Afl. | Hoofdpersoon                                           | Reisbestemming   | Oorzaak van overlijden                                             |
| ---- | ------------------------------------------------------ | ---------------- | ------------------------------------------------------------------ |
| 1    | Charmayne Holslag (28) (Travel influencer)             | Vietnam          | Koolstofmonoxidevergiftiging                                       |
| 2    | Dion van Diermen (32) (Figurant in films en tv-series) | Verenigde Staten | Als voetganger gegrepen door een wagen (mogelijk zelfdoding)       |
| 3    | Kim Akker (22) (judoka)                                | Mexico           | Omgekomen aan verwondingen van een gasexplosie in Playa del Carmen |
| 4    | Emma Arfman (23)                                       | Bolivia          | hoogteziekte in de stad La Paz                                     |
| 5    | Sophia Koetsier (21) (studente medicijnen)             | Oeganda          | Verdwenen tijdens een safari                                       |

## Prijzen
In 2017 werd het programma bekroond met de televisieprijs De tv-beelden in de categorie Beste factual.